# Сторожі могил польських героїв у Львові
Сторожі могил польських героїв у Львові — польське товариство, засноване в 1919 році у Львові, метою якого було опікуватися могилами поляків, які полягли в 1918 році при обороні Львова, а також дбати про порядок і репутацію Львова. Кладовище орлят.

## Історія
Товариство було засноване з ініціативи Марії Цішкової, матері 18-річного львівського орляти, який загинув під час битви за Львів у листопаді 1918 року. З самого початку свого існування товариство зустріло велику підтримку польської спільноти.
Метою товариства був догляд за могилами полеглих у боях за Львів поляків, збір коштів на будівництво Польського військового меморіала у Львові, а після його створення — утримання некрополя в чистоті та догляді. Завдяки відданості багатьох своїх членів та видавничій діяльності Товариство значною мірою сприяло винесенню репутації Цвинтаря орлят не лише за межі самого Львова, а й за межі тогочасної Польщі.
У травні 1939 року відбулися Загальні збори членів СМП, під час яких було обрано керівництво (президентка Ванда Мазановська, заступниця Ольга Закрейс і Юліуш Зулауф).
Сторожі могил польських героїв існувала до кінця масового виселення поляків зі Львова, а формально до від'їзду останньої голови товариства — Ванди Мазановської — з міста, але «сторожі» виховували в польському Львові й залишилися там після війни та діяли в цій якості до самої смерті, а після них обов'язки взяли на себе інші, які тепер утворюють організовану групу, яка працює для захисту польської спадщини.
Останньою секретаркою товариства охорони могил польських героїв була Марія Терещаківна, яка була активісткою порятунку останків польських вояків під час бажання знищити й зрівняти з землею меморіал у 1970-ті рр. XX ст.

## Виноски
1. ↑  Straż Mogił Polskich Bohaterów we Lwowie. Wschód. Nr 132: 3. 28 maja 1939. {{cite journal}}: |volume= має зайвий текст (довідка)